# Легион „Борис Дрангов“
Легион „Борис Дрангов“ в Скопие е младежко дружество към Съюза на българските национални легиони по време на българското управление във Вардарска Македония (1941-1944).
Създадено е през ноември-декември 1941 година, като част от членовете ѝ пристигат от Стара България. За ръководител е избран Георги Божинов, ученик от Пловдив. Участват във всички тържества, чествания и посрещания на чуждестранни гости, организирани от българската управа. Дружеството е разформировано през септември 1944 година с оттеглянето на българските войски от Вардарска Македония.